# 史奇洛
史奇洛（英語：Skid Row；中國大陸譯為：穷街乐队）是一支重金屬樂團。1986年，乐队在新泽西成立，这支乐队是90年代重金屬音乐的代表，在当时获得了极大的成功。 乐队成立初期只是作为一些知名乐团做演出前的暖场表演，直到该乐队在1989年的时候推出了自己的同名专辑“Skid Row”而一炮走红，专辑的销量也超过了300万张。其代表作，描写少年犯罪的“18 And Life”和抒情的“I Remember You”成为了那个时代的经典之作。其后乐队先后推出了第2张和第3张专辑，但是由于当时摇滚音乐的黄金时期已经过去，专辑销量也受到影响，最终在1996年乐队的灵魂人物Bach因为与乐队成员不合而离开乐队。虽然此后乐队有宣布重组，但此时的Skid Row已不比当年，人们心中的Skid Row已经成为历史。1998年公司为Skid Row乐队出了精选集“40 Seasons: The Best of Skid Row”来纪念那个辉煌的时代。

## 歌曲

### 專輯
- Slave to the Grind
- B-Side Ourselves (1992)
- Subhuman Race (1995)
- Thickskin (2003)
- Revolutions Per Minute (2006)
- Best Of (2007)
- Crash and Burn (Live 1992) (2020)
- The Gang's All Here (2022)

## 乐队成员

### 现任成员
- Scotti Hill - 吉他手 (1987年 - 1996年，1999年 - 現在)
- Dave "The Snake" Sabo - 吉他手 (1986年 - 1996年，1999年 - 現在)
- Rachel Bolan - 貝斯手 (1986年 - 1996年，1999年 - 現在)
- Rob Hammersmith - 鼓手 (2010年 - 現在)
- Erik Gronwall - 主唱 (近期)

### 前成员
- Tony Harnell  - 主唱 (2015年)
- Johnny Solinger - 主唱 (1999年 - 2015年)
- Matt Fallon - 主唱 (1986年 - 1987年)
- Sebastian Bach - 主唱 (1987年 - 1996年)
- Steve Brotherton - 吉他手 (1986年)
- Kurtis Jackson - 吉他手 (1986年)
- Keri Kelli - 吉他手 (2005年)
- John Ratkowski Jr. - 鼓手 (1986年)
- Rob Affuso - 鼓手 (1987年 - 1996年，2002年)
- Charlie Mills - 鼓手 (1999年 - 2001年)
- Phil Varone - 鼓手 (2001年 - 2004年)  (2002年及2004年皆曾短暫退出)
- Timothy DiDuro - 鼓手 (2004年)
- Dave Gara - 鼓手 (2004年 - 2010年)